# Мартін Сицилійський, Арагонський і Наваррський
Мартін (17/19 грудня 1406, Катанія — 1407) син короля Сицилії Мартіна I і майбутньої королеви Наварри
Бланки Евре

## Життєпис
Він був єдиним сином і спадкоємцем Сицилійського короля Мартіна Ι і Бланки  Наваррської. Його дідусем і бабусею по-батькові були Арагонський король Мартін Ι і його перша дружина Марія Луна, по-матері Наваррський король Карл III і його дружина Елеонора Кастильська.
Його батьки одружилися 26 листопада 1402 року. Перша дитина подружжя народилася мертвою в 1403 році. Проте друга вагітність пройшла успішно, після якої він народився 17 або 19 грудня 1406 року у Сицилії. Він став спадкоємцем Сицилійського, Арагонського і Наваррського престолу. Він був хрещений Мартіном після того, як про його народження дізналися батько і дід. На жаль, його бабуся по-батьківській лінії, королева Марія Луна померла через десять днів, 29 грудня 1406 року. Вона не була поінформована про його народження, тому що блага вість прибула в Арагон 11 лютого 1407. Його дід по батьківській лінії, Король Мартін повідомив звістку діду по-материнській лінії, королю Наварри Карлу ΙΙΙ.
Потім Іоланда Бар, вдовуюча королева Арагону, запропонувала заручини королю Мартіну Ι Арагонському між їх онуками Мартіном і Марією Неапольською для того, щоб побачити своє потомство на Арагонському престолі.
Маленький принц, помер кілька місяців потому в серпні 1407 році в Сицилії. не тільки вдовуюча королева втратила надію, але й династія Барселоно була в небезпеці.
Кілька років потому королівська родина з династії Барселоно повністю вимерла.